# Traian Demetrescu
Traian Demetrescu (1866-1896) fue un poeta rumano.

## Biografía
Ncido en diciembre de 1866 en Craiova.Sin terminar sus estudios, sintiendo una gran atracción por la literatura, colaboró en varios periódicos y revistas, como Revista literară, Revista Olteniel, Revista Noud, Economistul y Adeverul, además de en varios periódicos políticos. Falleció en abril de 1896.
Entre sus publicaciones se encontraron títulos como Amurgul poesii (1887-1888), Evoluţia în literatură (1889), Cartea unel inimii (1890), Săracit (1890), Profile literare (1891), Intim (1892), Sensitive (1894), Iubita (1895), Priveliştt din viaţă (1896), Nuvele Posthume (1896), Simple (1896), Cum iubim (1896) y Aquarele (1896). 